# 15e Europese Filmprijzen
De 15e uitreiking van de Europese Filmprijzen, waarbij prijzen werden uitgereikt in verschillende categorieën voor Europese films, vond plaats op 7 december 2002 in de Italiaanse hoofdstad Rome.

## Nominaties en winnaars

### Beste film
- Hable con ella
  - 8 femmes
  - Bend It Like Beckham
  - Bloody Sunday
  - Lilja 4-ever
  - The Magdalene Sisters
  - Mies vailla menneisyyttä
  - The Pianist

### Beste regisseur
- Pedro Almodóvar - Hable con ella
  - Mike Leigh - All or Nothing
  - Andreas Dresen - Halbe Treppe
  - Aki Kaurismäki - Mies vailla menneisyyttä
  - Marco Bellocchio - L'ora di religione
  - Roman Polanski - The Pianist
  - Aleksandr Sokoerov - Russian Ark
  - Ken Loach - Sweet Sixteen

### Beste acteur
- Sergio Castellitto - Mostly Martha & L'ora di religione
  - Timothy Spall - All or Nothing
  - Olivier Gourmet - Le Fils
  - Javier Cámara - Hable con ella
  - Javier Bardem - Los lunes al sol
  - Markku Peltola - Mies vailla menneisyyttä
  - Martin Compston - Sweet Sixteen

### Beste actrice
- Catherine Deneuve, Isabelle Huppert, Emmanuelle Béart, Fanny Ardant, Virginie Ledoyen, Danielle Darrieux, Ludivine Sagnier & Firmine Richard - 8 femmes
  - Martina Gedeck - Mostly Martha
  - Oksana Akinshina - Lilja 4-ever
  - Kati Outinen - Mies vailla menneisyyttä
  - Samantha Morton - Morvern Callar
  - Emmanuelle Devos - Sur mes lèvres
  - Laura Morante - Un viaggio chiamato amore

### Beste scenario
- Pedro Almodóvar - Hable con ella
  - François Ozon - 8 femmes
  - Paul Greengrass - Bloody Sunday
  - Krzysztof Kieslowski & Krzysztof Piesiewicz - Heaven
  - Aki Kaurismäki - Mies vailla menneisyyttä
  - Tonino Benacquista & Jacques Audiard - Sur mes lèvres
  - Paul Laverty - Sweet Sixteen

### Beste cinematografie
- Paweł Edelman - The Pianist
  - Ivan Strasburg - Bloody Sunday
  - Javier Aguirresarobe - Hable con ella
  - Frank Griebe - Heaven
  - Timo Salminen - Mies vailla menneisyyttä
  - Alwin H. Kuchler - Halbe Treppe
  - Tilman Büttner - Russian Ark

### Beste documentaire
- Être et avoir
  - Alt om min far
  - Clown in Kabul
  - Je suis un grand menteur
  - Im toten Winkel - Hitlers Sekretärin
  - Lost in La Mancha
  - Missing Allen - Wo ist Allen Ross?
  - Muraren
  - Le peuple migrateur

### Niet-Europese film
- Yadon ilaheyya - Elia Suleiman
  - 8 Mile
  - Cidade de Deus
  - Far from Heaven
  - Minority Report
  - My Big Fat Greek Wedding
  - Spirited Away
  - Spider